# Estreptogramina

Estructura química de la estreptogramina A.

Las estreptograminas son una clase de antibióticos del grupo macrólido-lincosamida-estreptogramina (MLS) que se usan en infecciones por bacterias grampositivas como Staphylococcus, Streptococcus, Enterococcus faecium, Listeria monocytogenes o Clostridium (excepto C. difficile). En 2017 estaban aprobadas para su uso en la Unión Europea la combinación de quinupristina/dalfopristina, la pristinamicina y la virginiamicina.
Existen dos subgrupos, estreptograminas A y B, que son producidos naturalmente por algunas bacterias del género Streptomyces en una proporción 70:30. Los dos son bacteriostáticos cuando están por separado, pero juntos pueden llegar a ser bactericidas. Las estreptograminas del grupo A se unen al sitio P (donde se aloja la peptidil transferasa) del ribosoma bacteriano, impidiendo algunos pasos de la elongación durante la traducción del ARN mensajero, y provocan un cambio conformacional en la subunidad 50S del ribosoma que incrementa la actividad de las estreptograminas del grupo B. Estas últimas impiden la extensión de las cadenas proteicas y provocan la liberación de péptidos incompletos.